# 膳大伴
膳 大伴（かしわで の おおとも）は、飛鳥時代の人物。姓は臣。

## 記録
『日本書紀』巻第二十二によると、推古天皇18年（610年）
膳大伴の名前が登場するのは、この1箇所のみであるが、このあとの記述を読むと、新羅・任那の客人をそれぞれ別に接待しており、大和政権が新羅に任那の調を献上することを強いていたことが分かる。また、この時の主導したのは、蘇我馬子・蝦夷らであり、聖徳太子が参加していないところから、隋との交渉は太子、朝鮮半島関係の交渉は馬子という役割分担ができていたのではないか、と直木孝次郎は述べている。
膳氏は天皇の供御の料理、供饌の事に奉仕した一族で、『書紀』巻第二十九によると、天武天皇13年（684年）11月に朝臣の姓を賜り、『新撰姓氏録』左京皇別及び『高橋氏文』では天武天皇12年に氏の名を高橋氏と改めたと記されている。そして、阿曇氏と共に内膳奉膳(内膳司（ないぜんし）の長官)を世襲し、志摩国・若狭国の国司に任じられたりしたという。